# Bunkerne på Kryle Strand
Bunkerne på Kryle Strand var under 2. verdenskrig et bunkeranlæg, der blev opført af Nazi-Tyskland under besættelsen som en del af Atlantvolden. Arbejdet blev bestilt af det tyske militær, men arbejdet blev betalt af den danske stat, som en form for beskyttelsespenge.
I 2008, 63 år efter 2. verdenskrig dukkede fire bunkere op, fundet af to drenge. Bunkerne stod som de var forladt, med elektriske installationer, skabe, stole, kakkelovn, bord og personlige genstande.
Dagbladet Ringkøbing-Skjern sporede i 2008 en tysk soldat Gerhard Saalfeld der i dag er 81 år som gjorde tjeneste på stedet, og boede i en af de fire bunkere, der nu er ved at blive udforsket. Han kom som 17-årig til Danmark, udstationeret som marinesoldat.